# Ataenius guayasi
Ataenius guayasi är en skalbaggsart som beskrevs av Zdzisława Stebnicka 2001. Ataenius guayasi ingår i släktet Ataenius och familjen Aphodiidae. Inga underarter finns listade.